# خانو مونسراته
خانو مونسراته (انگلیسی: Jano Monserrate؛ زادهٔ ۲۸ ژانویهٔ ۲۰۰۶) بازیکن فوتبال است.
وی همچنین در تیم‌های ملی فوتبال زیر ۱۸ سال اسپانیا و زیر ۱۹ سال اسپانیا بازی کرده است.